# Costică Olaru
Costică Olaru (* 1. August 1960 in Somova) ist ein ehemaliger rumänischer Kanute.

## Erfolge
Costică Olaru, der für CSA Steaua Bukarest aktiv war, startete bei den Olympischen Spielen 1984 in Los Angeles in zwei Wettbewerben im Einer-Canadier. Über 500 Meter zog er nach ersten Plätzen in den Vorläufen und den Halbfinalläufen ins Finale ein. Dieses beendete er nach 1:59,86 Minuten auf dem dritten Platz und gewann so hinter dem siegreichen Kanadier Larry Cain sowie dem Dänen Henning Lynge Jakobsen die Bronzemedaille. Auf der 1000-Meter-Strecke erreichte er dank eines zweiten Platzes im Vorlauf ebenfalls den Endlauf, in dem er jedoch nicht über den fünften Platz hinaus kam.
Ein Jahr vor den Olympischen Spielen war Olaru bei den Weltmeisterschaften in Tampere im Einer-Canadier über 500 Meter der Titelgewinn gelungen. Auf der 1000-Meter-Distanz gewann er außerdem die Silbermedaille.